# 小行星9539
小行星9539（英語：9539 Prishvin）是一颗围绕太阳公转的小行星。1982年10月21日，天文学家柳德米拉·卡拉季奇在纳昂切尼奇发现了此天体。
这颗小行星的绝对星等为223.43786等。